# Lemale et ha'halal
Lemale et ha'halal (Llenar el vacío, en España; La esposa prometida, en Argentina; El corazón guarda sus secretos, en Colombia) es una película israelí del 2012, dirigida por Rama Burshtein y protagonizada por Hadas Yaron y Yiftach Klein.

## Argumento
“Llenar el Vacío” cuenta la historia de una familia ortodoxa de Tel Aviv. La hija más joven, Shira, de 18 años, está a punto de prometerse con un joven atractivo de la misma edad y entorno social. Es un sueño hecho realidad y Shira se siente preparada e impaciente.
Durante la fiesta del Purim la hermana mayor de Shira, Esther, de 28 años, muere al dar a luz a su primer hijo. El dolor y el luto posponen el enlace de Shira. Todo cambia cuando Yochav, el viudo de Esther, recibe una oferta de matrimonio de una viuda en Bélgica. Para Yochav es demasiado pronto, aunque sabe que tarde o temprano tendrá que considerar seriamente casarse de nuevo. Cuando la madre de Shira, Rivka Mendelman, se entera de que Yochav va a abandonar el país con su único nieto, le propone un matrimonio con Shira. 

## Ficha artística
| Actor         | Personaje                                    |
| ------------- | -------------------------------------------- |
| Hadas Yaron   | Shira Mendelman.                             |
| Yiftach Klein | Yochay Goldberg, marido de Esther Mendelman. |
| Renana Raz    | Esther Goldber, hermana de Shira.            |
| Irit Sheleg   | Rivka Mendelman, madre de Shira y Esther.    |

## Producción
El film se rodó en Israel.